# Вретенест смарид
Вретенест смарид (Spicara smaris) е вид бодлоперка от семейство Sparidae. Видът не е застрашен от изчезване.

## Разпространение и местообитание
Разпространен е в Албания, Алжир, Босна и Херцеговина, България, Гибралтар, Грузия, Гърция, Египет, Западна Сахара, Израел, Испания (Канарски острови), Италия, Кипър, Либия, Ливан, Мавритания, Малта, Мароко, Монако, Португалия, Румъния, Русия, Сирия, Тунис, Турция, Украйна, Франция, Хърватия и Черна гора.
Обитава крайбрежията и пясъчните дъна на океани и морета в райони със субтропичен климат. Среща се на дълбочина от 15 до 160 m, при температура на водата от 14,1 до 20,2 °C и соленост 37,2 — 38 ‰.

## Описание
На дължина достигат до 20 cm.